# Davaajantsangiin Sarangerel
En aquest nom mongol, el nom és «Sarangerel» i «Davaajantsangiin» és un patronímic, no pas un cognom.
Davaajantsangiin Sarangerel (mongol: Даваажанцангийн Сарангэрэл)  (Ulaanbaatar, 1962) és una fotògrafa i periodista mongola, i actual membre del Gran Jural del'Estat i ministre d'Estat de Medi Ambient i Turisme del segon gabinet d'Ukhnaagiin Khürelsükh. Va ser ministra de Salut al primer gabinet d'Ukhnaagiin Khürelsükh.

## Biografia
Sarangerel va néixer a Ulan Bator el 1963. Després d'acabar els estudis el 1979, va anar a Rússia per estudiar fotografia a la Universitat Estatal d'Omsk (1983). Durant dos anys, va treballar amb l'agència de notícies mongola Montsame (en mongol: МОНЦАМЭ) com a fotògrafa, abans de llicenciar-se en periodisme per la Universitat de Rostov el 1990.
Sarangerel va continuar la seva carrera en periodisme i el 1990 es va convertir en corresponsal de l'emissora de l'estat mongol, on més tard es va convertir en la seva redactora en cap. Durant el 1995-1999, va ocupar el càrrec de directora de l'agència nacional de notícies de Mongòlia. Més tard, Sarangerel es va incorporar a TV5 el 2003 i va treballar com a directora general del 2003 al 2005. Ha estat elegida dues vegades presidenta de la Confederació Unida de Periodistes de Mongòlia.
Membre del Partit del Poble de Mongòlia, Sarangerel va ser escollida per primera vegada al Gran Jural de l'Estat el 2012, i després de la seva reelecció quatre anys després va ser nomenada ministra de Salut al gabinet d'Ukhnaagiin Khürelsükh (2017).